# Ronde van Frankrijk 2023/Achttiende etappe

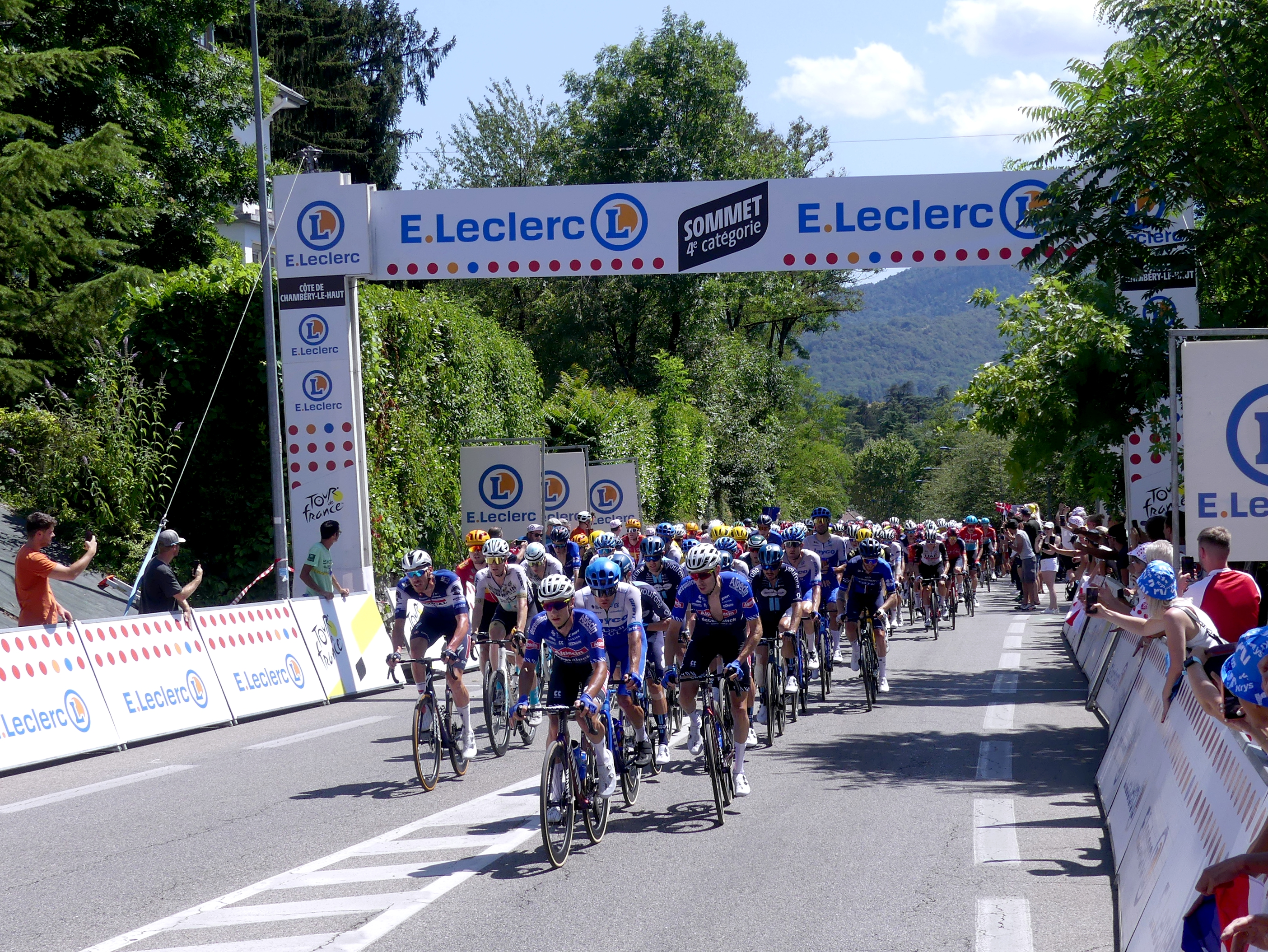
Het peloton op de Côte Chambéry-le-Haut

De achttiende etappe van de Ronde van Frankrijk 2023 was een heuvelrit met een lengte van 184,9 kilometer. De etappe werd verreden op 20 juli met de start in Moûtiers en de finish in Bourg-en-Bresse.

## Parcours
Deze heuveletappe kende weinig echte obstakels. Na 62,1 kilometer fietsen lag er een klim van vierde categorie op de Côte de Chambéry-le-Haut en na 105,2 kilometer volgde er nog een klim van vierde categorie op de Côte de Boissieu. De tussensprint lag in het plaatsje Saint-Rambert-en-Bugey na 132,9 kilometer fietsen waarna het vlak was tot aan de finish in Bourg-en-Bresse.

## Verloop
De Deen Kasper Asgreen heeft de achttiende etappe gewonnen door vlak voor het aanstormende peloton over de streep te komen.
Vrijwel vanaf het begin van de etappe vormden drie renners de kopgroep van de dag: de Belg Victor Campenaerts, de Noor Jonas Abrahamsen en de Deen Kasper Asgreen. Deze kopgroep had nooit veel meer dan een minuut voorsprong op het peloton, dat voornamelijk werd aangevoerd door de Alpecin-Deceuninck ploeggenoten van groene truidrager Jasper Philipsen. 
Met nog 65 kilometer te gaan demarreerde de Nederlander Pascal Eenkhoorn uit het peloton nadat het peloton tot op dertig seconden van de kopgroep was genaderd. Acht kilometer later kwam hij met de hulp van zijn ploegmaat Campenaerts in de kopgroep terecht. De kopgroep, die nu uit vier renners bestond, bleef dapper strijden en kilometers lang schommelde de voorsprong rond de 20 seconden. 
Onder de rode vlag van de laatste kilometer was de voorsprong nog slechts zes seconden. Campenaerts trok de sprint aan voor Eenkhoorn en liet zich daarna terugzakken in het peloton om als zestiende te eindigen. Kasper Asgreen, Pascal Eenkhoorn en Jonas Abrahamsen bleven sprintten en kwamen in die volgorde over de finish. Jasper Philipsen won de sprint van het peloton dat slechts een paar meter tekort kwam om de koplopers daadwerkelijk te verslaan.

## Uitslag etappe
| Saint-Gervais Mont Blanc – Courchevel (184,9 km) |                    |                        |          |
| Plaats                                           | Naam               | Ploeg                  | Tijd     |
| 1                                                | Kasper Asgreen     | Soudal Quick-Step      | 4u06'48" |
| 2                                                | Pascal Eenkhoorn   | Lotto-Dstny            | z.t.     |
| 3                                                | Jonas Abrahamsen   | Uno-X Pro Cycling Team | z.t.     |
| 4                                                | Jasper Philipsen   | Alpecin-Deceuninck     | z.t.     |
| 5                                                | Mads Pedersen      | Lidl-Trek              | z.t.     |
| 6                                                | Cees Bol           | Astana Qazaqstan       | z.t.     |
| 7                                                | Jordi Meeus        | BORA-Hansgrohe         | z.t.     |
| 8                                                | Matteo Trentin     | UAE Team Emirates      | z.t.     |
| 9                                                | Christophe Laporte | Team Jumbo-Visma       | z.t.     |
| 10                                               | Luca Mozzato       | Arkéa-Samsic           | z.t.     |

 –  Victor Campenaerts was de strijdlustigste renner van de achttiende etappe.

## Klassementen

### Algemeen klassement
| Algemeen klassement (gele trui) |                  |                    |            |
| Plaats                          | Naam             | Ploeg              | Tijd       |
| Gele trui                       | Jonas Vingegaard | Team Jumbo-Visma   | 72u04'39"  |
| 2                               | Tadej Pogačar    | UAE Team Emirates  | + 7'35"    |
| 3                               | Adam Yates       | UAE Team Emirates  | + 10'45"   |
| 4                               | Carlos Rodríguez | INEOS Grenadiers   | + 12'01"   |
| 5                               | Simon Yates      | Team Jayco AlUla   | + 12'19"   |
| 6                               | Pello Bilbao     | Bahrain-Victorious | + 12'50"   |
| 7                               | Jai Hindley      | BORA-hansgrohe     | + 13'50"   |
| 8                               | Felix Gall       | AG2R-Citroën       | + 16'11"   |
| 9                               | Sepp Kuss        | Team Jumbo-Visma   | + 16'49"   |
| 10                              | David Gaudu      | Groupama-FDJ       | + 17'57"   |
|                                 |                  |                    |            |
| 18                              | Wilco Kelderman  | Team Jumbo-Visma   | + 1u03'42" |
| 26                              | Tiesj Benoot     | Team Jumbo-Visma   | + 1u47'28" |

### Puntenklassement
| Puntenklassement (groene trui) |                   |                          |        |
| Plaats                         | Naam              | Ploeg                    | Punten |
| Groene trui                    | Jasper Philipsen  | Alpecin-Deceuninck       | 352    |
| 2                              | Mads Pedersen     | Lidl-Trek                | 202    |
| 3                              | Bryan Coquard     | Cofidis                  | 188    |
| 4                              | Tadej Pogačar     | UAE Team Emirates        | 146    |
| 5                              | Jordi Meeus       | BORA-hansgrohe           | 117    |
| 6                              | Jonas Vingegaard  | Team Jumbo-Visma         | 107    |
| 7                              | Kasper Asgreen    | Soudal Quick-Step        | 95     |
| 8                              | Pello Bilbao      | Bahrain-Victorious       | 95     |
| 9                              | Dylan Groenewegen | Team Jayco AlUla         | 92     |
| 10                             | Biniam Girmay     | Intermarché-Circus-Wanty | 90     |

### Bergklassement
| Bergklassement (bolletjestrui) |                            |                        |        |
| Plaats                         | Naam                       | Ploeg                  | Punten |
| Bolletjestrui                  | Giulio Ciccone             | Lidl-Trek              | 88     |
| 2                              | Felix Gall                 | AG2R-Citroën           | 82     |
| 3                              | Jonas Vingegaard           | Team Jumbo-Visma       | 81     |
| 4                              | Neilson Powless            | EF Education-EasyPost  | 58     |
| 5                              | Tadej Pogačar              | UAE Team Emirates      | 49     |
| 6                              | Simon Yates                | Team Jayco AlUla       | 40     |
| 7                              | Tobias Halland Johannessen | Uno-X Pro Cycling Team | 38     |
| 8                              | Jai Hindley                | BORA-hansgrohe         | 31     |
| 9                              | Michał Kwiatkowski         | INEOS Grenadiers       | 30     |
| 10                             | Michael Woods              | Israel-Premier Tech    | 28     |
|                                |                            |                        |        |
| 12                             | Wout Poels                 | Alpecin-Deceuninck     | 20     |
| 17                             | Maxim Van Gils             | Lotto-Dstny            | 15     |

### Jongerenklassement
| Jongerenklassement (witte trui) |                            |                        |            |
| Plaats                          | Naam                       | Ploeg                  | Tijd       |
| Witte trui                      | Tadej Pogačar              | UAE Team Emirates      | 72u12'14"  |
| 2                               | Carlos Rodríguez           | INEOS Grenadiers       | + 4'26"    |
| 3                               | Felix Gall                 | AG2R-Citroën           | + 8'36"    |
| 4                               | Tom Pidcock                | INEOS Grenadiers       | + 50'13"   |
| 5                               | Mattias Skjelmose Jensen   | Lidl-Trek              | + 1u47'09" |
| 6                               | Mathieu Burgaudeau         | Team TotalEnergies     | + 1u54'15" |
| 7                               | Tobias Halland Johannessen | Uno-X Pro Cycling Team | + 2u04'02" |
| 8                               | Clément Champoussin        | Arkéa-Samsic           | + 2u38'01" |
| 9                               | Matthew Dinham             | Team DSM-Firmenich     | + 2u51'28" |
| 10                              | Maxim Van Gils             | Lotto-Dstny            | + 2u57'32" |
|                                 |                            |                        |            |
| 13                              | Lars van den Berg          | Groupama-FDJ           | + 3u20'22" |

### Ploegenklassement
| Ploegenklassement |                    |            |
| Plaats            | Ploeg              | Tijd       |
|                   | Team Jumbo-Visma   | 217u05'34" |
| 2                 | UAE Emirates       | + 15'15"   |
| 3                 | INEOS Grenadiers   | + 20'56"   |
| 4                 | Bahrain-Victorious | + 42'48"   |
| 5                 | Groupama-FDJ       | + 47'47"   |

## Uitvallers
- Wout van Aert (Team Jumbo-Visma): Niet gestart, zijn vrouw stond op het punt te bevallen.
- Anthony Perez (Cofidis): Niet gestart.
- Simon Geschke (Cofidis): Afgestapt tijdens de etappe door maagproblemen.

1e etappe ·
2e etappe ·
3e etappe ·
4e etappe ·
5e etappe ·
6e etappe ·
7e etappe ·
8e etappe ·
9e etappe ·
10e etappe ·
11e etappe ·
12e etappe ·
13e etappe ·
14e etappe ·
15e etappe ·
16e etappe ·
17e etappe ·
18e etappe ·
19e etappe ·
20e etappe ·
21e etappe
Startlijst · Eindstanden · Afbeeldingen